# Maurits Josson
Maurits Josson (Antwerpen, 10 februari 1855 – Leiden, 13 december 1926) was een Belgisch advocaat, Vlaams activist en lid van de Raad van Vlaanderen.

## Levensloop
Josson studeerde rechten aan de ULB en was er medeoprichter van de Vlaamsgezinde studentenvereniging Geen Taal Geen Vrijheid. Hij vestigde zich als advocaat in Brussel en was de eerste die een Nederlandstalige naamplaat op zijn deur plaatste. In een pro-Deozaak diende hij een in het Nederlands opgesteld verslag in, wat met twee jaar schorsing werd bestraft. In de late jaren tachtig was hij redacteur van Vooruit, een liberaal Vlaamsgezind studentenblad.
In 1889 stichtte hij samen met Alfons Prayon-van Zuylen en Lambert Goffin het tijdschrift De Flamingant, van liberale en progressistische strekking, en bleef er tot in 1892 beheerder van. Van 1887 tot 1891 was hij bestuurslid van de Liberale Vlaamsche Bond. De Brusselse Vlaamsgezinde liberalen stichtten de Vlaamsche Volkspartij en bij de verkiezingen in 1894, 1895 en 1906 stond Josson als kandidaat op de lijst van deze partij, zonder electoraal succes.
Na in dispuut te zijn verwikkeld met Prayon-van Zuylen verliet Josson de partij. Hij was vervolgens actief in allerhande kleine groepen, zoals de Landdagbeweging, de Vlaamsche Wacht, het Nationaal Vlaamsch Verbond en de Vlaamsche Volksraad. In 1899 nam hij mee het initiatief voor een Vlaamsch Huis op de Grote Markt van Brussel.
In 1899 trok hij naar Zuid-Afrika om er tijdens de Tweede Boerenoorlog dienst te nemen. Hij werd secretaris van generaal Jan Christian Smuts en werd gevangengenomen door de Britten. Van 1904 tot 1910 was hij weer advocaat in Brussel en in 1910 verhuisde hij naar Nederland. Hij werd sterk anti-Belgisch en meende dat alleen een federatie met Nederland kon beletten dat België door Frankrijk zou worden ingepalmd.
In 1914 werd hij activist en vormde hierin een duo met Frans Reinhard. Ze behoorden tot de gematigde Vlaamsgezinden die een federaal België vooropstelden en zich verzetten tegen de radicalen van Jong-Vlaanderen. 
In 1917 werd hij lid van de Raad van Vlaanderen en werd hij hoogleraar rechten aan de vernederlandste universiteit van Gent. In november 1918 vluchtte hij naar Nederland en overleed in Leiden. Samen met zijn vriend Lodewijk Peerenboom werd hij in december 1920 veroordeeld tot twee jaar hechtenis. Peerenboom verscheen vrijwillig voor het assisenhof, Josson werd bij verstek veroordeeld.

## Publicaties
- De leer der Nederlandsche taalgeluiden, 1895.
- Schets van het Recht van de Zuid-Afrikaanse Republiek, 1898.
- Onthullingen over de Belgische Omwenteling van 1830, 1903.
- Frankrijk, de eeuwenoude vijand van Vlaanderen en Wallonië, 1913.
- De Belgische Omwenteling van 1830, 3 delen, 1930.